# Qom
Pronunciação

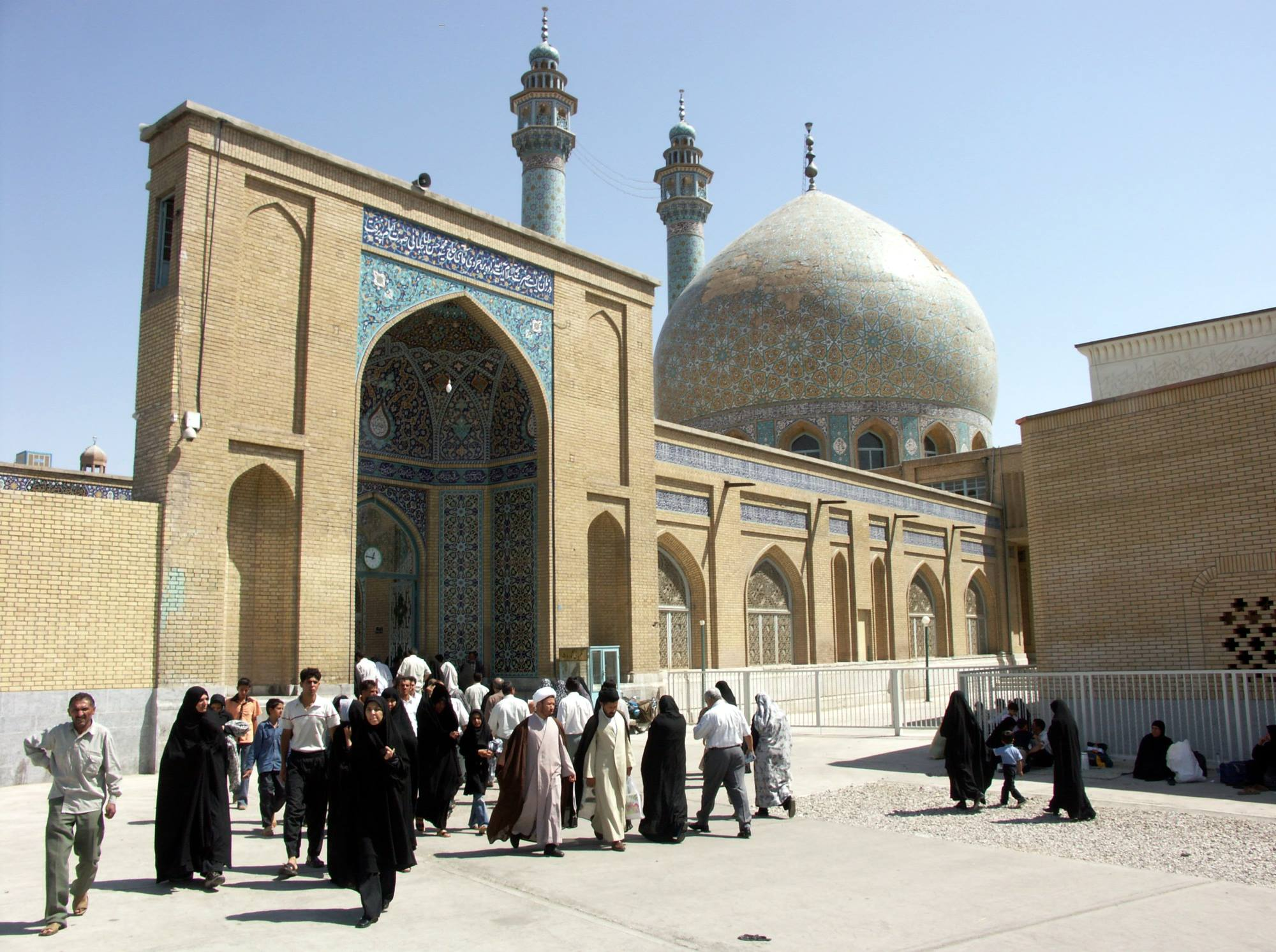
Mesquita Hazrat Fátima

Qom (em persa:  قم, também conhecida por Q'um ou ghom) é uma cidade no Irã. Localiza-se a 156 km por rodovia a sudoeste de Teerã e é a capital da província de Qom. Tem uma população estimada de 1 042 309 habitantes em 2005. Está situada às margens do rio homônimo.
É considerada uma cidade sagrada do Xiismo, por ser o local do santuário de Fátima binte Muça, irmã do imã Ali ibne Muça al-Rida (em persa Imã Reza, 789–816). A cidade é o maior centro de ensino xiita do mundo que é seminário de Qom e é um importante local de peregrinação.